# Введенский храм (Лобно)
Церковь Введения во Храм Пресвятой Богородицы — православный храм в селе Лобно Андреапольского района Тверской области. В настоящее время находится в сильноразрушенном состоянии.
Памятник архитектуры регионального значения.

## Расположение
Храм расположен в нежилой деревне Лобно в западной части района. Находится на расстоянии 150 метров от озера Лобно.

## История
Каменный трёхпрестольный храм в Лобно был построен в 1790 году.
По проверкам 1876 и 1879 годов собственного причта храм не имел, был приписан к Спасской церкви в селе Хотилицы.
Храм стоял на кладбище, имел трапезную и колокольню, которые были уничтожены в советское время. Декорация фасадов, оставаясь в традиционных формах осташковского и торопецкого регионов XVIII столетия, претерпела ряд изменений, характерных для окрестных церквей конца века. К настоящему времени сохранился сильноразрушенный основной объём храма типа восьмерик на четверике.